# Krišjāņi socken
Krišjāņi socken (lettiska: Krišjāņu pagasts) är ett administrativt område i Balvi kommun i Lettland.